# Жан дьо Шарпантие
Жан дьо Шарпантие Младши (Йохан фон Шарпантие) (на френски: Jean de Charpentier; на немски: Johann von Charpentier) е швейцарски изследовател, геолог от немски произход.

## Биография

### Произход и младежки години (1786 – 1808)
Роден е на 8 декември 1786 година във Фрайберг, Саксония. Също като баща си Шарпантие Младши става минен инженер и дълги години провежда геоложки изследвания в Алпите и Пиренеите.

### Изследователска дейност (1808 – 1812)
В периода 1808 – 1812 година извършва детайлни геоложки изследвания в Пиренеите и горните течения на всички реки извиращи от планината. Описва множество ледници, между които и масива Маладета, като подчертава тяхната незначителност по площ и малката им роля за подхранването на реките.
Шарпантие раздела цялата планина на няколко участъка в зависимост от височината им. Описва страничните разклонения на планината, перпендикулярни на главната верига, които постепенно се снижават, редица изолирани хребети, паралелни на главната верига и изучава почти всички речни долини – около 30 на северните склонове и толкова на южните.
През 1823 година публикува големия си труд „Очерци за геоложкия строеж на Пиренеите“, който дълги години остава основополагащ за изучаването на планината.

### Следващи години (1812 – 1855)
До края на живота си Шарпантие Младши изучава и изследва ледниците в Швейцария и става основоположник на теорията за образуването на ледниковите морени, която по-късно е детайлно разработена от Луи Агасис.
Умира на 12 декември 1855 година в Бе, Швейцария, на 59-годишна възраст.